# Estación Hospital (Tren Limache-Puerto)
Hospital es una estación de la línea del Tren Limache-Puerto. Está ubicada en la Comuna de Viña del Mar, Gran Valparaíso, Chile, bajo el par vial Viana/Álvarez con la calle Simón Bolívar. Recibe su nombre del cercano Hospital Dr. Gustavo Fricke.

## Historia

### SigloXX
La construcción del ferrocarril comenzó desde Valparaíso con dirección a Santiago, el tramo de la línea del tren entre estación Barón y El Salto el 16 de septiemrbe de 1855. Sin embargo, ninguna estación existió en este tramo, aunque de aquí surgía el ramal a Las Salinas siguiendo el tramo de la actual calle Cancha.

### SigloXXI
En diciembre de 2002 iniciaron los trabajos de soterramiento de la vía férrea en el tramo entre Viña del Mar y Valparaíso, con la construcción de las paredes del túnel.
Con la construcción del nuevo sistema de transporte Tren Limache-Puerto, se demolió el terraplén para dar espacio a la construcción de esta estación con mesanina y andenes subterráneos, siendo inaugurada el 23 de noviembre de 2005.

## Entorno
En su entorno se ubica el Hospital Clínico Viña del Mar, el Hospital de Niños y Cunas, el Mercado Municipal de Viña del Mar y el Mall Espacio Urbano Viña Centro.